# The Obsidian Conspiracy
Albums de Nevermore
This Godless Endeavor
(2005)
The Obsidian Conspiracy est le septième album du groupe de heavy metal Nevermore paru le 31 mai 2010.
Le groupe a commencé l'enregistrement en août avec le producteur et guitariste de Soilwork, Peter Wichers.
Warrel Dane déclara à propos de l'album:

"These songs are full of newfound rage, lyrically and musically. Jeff Loomis has come up with some amazing new riffs that will no doubt please old and new fans alike. Also, I think the combination of Peter and Andy will result in something very, very special."

Ce qui peut être traduit par:

"Ces chansons sont pleines d'une rage toute nouvelle, musicalement et dans les paroles. Jeff Loomis a trouvé des nouveaux riffs incroyables qui plairont sans aucun doute aux anciens autant qu'aux nouveaux fans. Je pense également que la combinaison de Peter et Andy donnera quelque chose de très très spécial".

## Liste des titres
1. The Termination Proclamation - 3 min 12 s
2. Your Poison Throne - 3 min 54 s
3. Moonrise (Through Mirrors of Death) - 4 min 03 s
4. And the Maiden Spoke - 5 min 00 s
5. Emptiness Unobstructed - 4 min 39 s
6. The Blue Marble and the New Soul - 4 min 41 s
7. Without Morals - 4 min 19 s
8. The Day You Built the Wall - 4 min 23 s
9. She Comes in Colors - 5 min 34 s
10. The Obsidian Conspiracy - 5 min 16 s